# Kanto Collegiate Football Association
Kanto Collegiate Football Association (oficjalny skrót KCFA) – japońska akademicka liga college football w regionie Kantō.  Występuje w niej 56 drużyn w trzech klasach rozgrywkowych (1. Division podzielona na Top 8 oraz Big 8, 2. League i 3. League). Zwycięzca ligi gra z mistrzami Hokkaidō League i Tōhoku League o mistrzostwo wschodniej Japonii.

## Drużyny Top 8 2023
- Waseda University Big Bears
- Meiji University Griffins
- Tokyo Warriors
- Hōsei University Orange
- Chūō University Raccoons
- Rikkyo University Rushers